# Кийненій-Міч
Кийненій-Міч (рум. Câinenii Mici) — село у повіті Вилча в Румунії. Адміністративний центр комуни Кийнень.
Село розташоване на відстані 183 км на північний захід від Бухареста, 43 км на північ від Римніку-Вилчі, 136 км на північ від Крайови, 102 км на захід від Брашова.

## Населення
За даними перепису населення 2002 року у селі проживали 729 осіб.
Національний склад населення села:
| Національність | Кількість осіб | Відсоток |
| -------------- | -------------- | -------- |
| румуни         | 647            | 88,8%    |
| цигани         | 80             | 11,0%    |

Рідною мовою назвали:
| Мова      | Кількість осіб | Відсоток |
| --------- | -------------- | -------- |
| румунська | 647            | 88,8%    |
| циганська | 80             | 11,0%    |